# 府城少女
府城少女（又稱府城少女！力爭上游），是台灣台南市觀光推廣代言企畫，由台南市府城社區文創發展協會發起，並由中華民國文化部和臺南市政府文化局指揮、補助。
2021年陳信宇事件爆發後，府城少女相關作品與粉絲專頁無限期暫停更新。

## 介紹
府城少女是一個專注於台南市景點虛擬代言人企畫，角色設計為日本ACGN風格，企劃名稱是取自台南市的清朝時期舊地名－府城。目前擁有出版、合作的作品類型有漫畫、動漫、手機遊戲以及輕小說，並配合台南市政府創作政令宣導作品，另外也樂於與小農合作推廣鳳梨酥、杏仁餅等各式伴手禮，並且未來希望能夠做出劇場版動畫。
目前虛擬代言角色有：代言台南市的小滿、代言鹽水區的顏子月、代言赤崁樓的歲星、代言關子嶺的小楓與小泉。

## 活動
國外設攤參加
- 2018年8月
  -  成都同人祭Comiday22（成都市[8]）
  -  Comic Market 94（東京都[9]）
- 2018年9月： 京都國際動漫節（日语：京都国際マンガ・アニメフェア）（京MAF、京都市[10][11]）
- 2018年11月： 精華次文化節（SEIKAサブカルフェスタ、京都府精華町[12]）
- 2018年12月： 魔都同人祭ComicUp23（上海[13]）
- 2019年3月： 成都同人祭Comiday23（成都市[14]）
- 2019年8月：  Comic Market 96（東京都[9]）
- 2019年9月： 京都國際動漫節（京都市[15]）

## 人物

### 小滿
人物設計：VOFAN
就讀於某間大學的台灣文學研究生，皮膚帶了一點小麥色，並且含有一點肉感，穿著上都會穿內搭褲並且套上一件夏季洋裝，頭上戴台南市市花蝴蝶蘭髮夾，並持有一隻水雉精靈。興趣是在假日的時候做導覽志工，並熱情接待外來遊客，介紹台南市的古蹟、美食、風景、文化。名字由來是來自於二十四節氣中的「小滿」，含意就是夏熟農作物的籽粒開始灌漿飽滿，但還沒進入成熟的階段，來表示農家從莊稼的小滿裡憧憬著夏收的殷實。

### 顏子月
人物設計：搞仔A
目前是國中生，自願當鹽水文化導覽實習生，是小滿的表妹，生日剛好是關聖帝君的誕辰，並被關聖帝君收為義女，有輕微的靈異體質，傳說祖先是鼎鼎大名的海賊顏思齊。可以進行變身讓自己變為靈裝型態，並繼承關聖帝君的神力，身上的裝備及武器也會接近相似關聖帝君，個性也會從天然呆轉變成不苟言笑的個性。

### 歲星
人物設計：Origin-Zero
赤崁樓的古靈，身體主要色為紅色，手持魁星筆，個性含蓄優雅，用白話文摻文言文的方式講話，從荷蘭統治時期開始，看盡了各式各樣的改朝換代，新舊輪替，在百年的歷史洪流中，自己保有府城自開拓以來的的歷史與文化，她將把過去傳承給未來而努力。

### 小楓
人物設計：亞果
關子嶺當地旅館的第三代，是個個性外向的少女，非常貪吃，平事都會幫忙看店，也對店面的經營方法耳濡目染，跟附近的旅館與商家十分熟識。常在前台接待，同時也會跑去後場開小灶。假日時除了會在鎮上逛街外，也會前往山上亂跑，對附近的名勝景點非常熟，雖然在外穿著比較少，但在泡溫泉時就比較抗拒。因為人物構成比較鮮豔，相較於弟弟，她比較像是看板娘。

### 小泉
人物設計：Hsuante Lin
與小楓同為關子嶺當地旅館的第三代，小楓是她的姐姐，小滿則是學姊，因為家裡是做與溫泉相關的行業，所以對溫泉的文化和料理都十分得拿手，在家裡都會製作料理以及一些體力活，相較於個性外向的姐姐，小泉顯得比較內向、文靜，對外面的事物也不太感興趣。是個虔誠的火王爺教徒，並擁有與火王爺一同交流的能力。

## 出版書籍

### 輕小說
| 書名                      | 作者   | 繪師         | 出版社     | 出版日期       | EAN或ISBN           | 封面人物 |
| ------------------------- | ------ | ------------ | ---------- | -------------- | ------------------- | -------- |
| 《小滿的府城日誌》        | 青次方 | Shinia、希齊 | 東立出版社 | 2017年8月9日   | EAN 4710945552965   | 小滿     |
| 《小說‧太歲紀年東都明京》 | 一壹   | KAWORU、亞果 | 尖端出版   | 2017年10月23日 | ISBN 978-9571076737 | 歲星     |

### 漫畫
- 小滿的府城日誌（東立出版社「月刊龍少年」、畫：BIGUN、原作：捷特文化行銷工作室[19][20]）

### 圖版遊戲
- 「City Explorer Tainan（城市漫遊 台南）」（Moaideas Game Design/摩埃創意工作室、2018年[21][22][23]）

## 合作
So-net在台子公司台灣碩網網路娛樂旗下遊戲《問答RPG 魔法使與黑貓維茲》於2018年6月5日至2018年7月1日與《府城少女》合作，打造合作期間繁中版的限期專屬活動副本。
京都市交通局的代言人太秦萌於2017年關子嶺溫泉美食節合作。
臺南市政府觀光旅遊局展出，台南主題花燈在2019年臺灣燈會屏東友好城市燈區。

## 外部連結
- 小滿的府城日誌facebook粉絲專頁 （页面存档备份，存于）
  - 府城少女的X（前Twitter） （日語）
  - 臺南市政府觀光旅遊局官方APP （中文）（日語）（英文）
    - Google Play商店中的Lí hó Tainan 你好台南 
    - 苹果App Store中的Lí hó Tainan 你好台南
- 府城少女！力爭上游。 （页面存档备份，存于） 官方Plurk
- 府城少女的新浪微博
- 太歲紀年東都明京facebook粉絲專頁 （页面存档备份，存于）
- 來去鹽水住一晚facebook粉絲專頁 （页面存档备份，存于）
- 2019關子嶺溫泉美食節 （页面存档备份，存于）